# 勝田泰久
勝田 泰久（かつた やすひさ、1942年（昭和17年）2月20日 - ）は、日本の実業家。学校法人大阪経済大学元理事長。りそなホールディングス初代社長。
東京都出身。

## 来歴・人物
大和銀行の取締役、常務、専務、副頭取、頭取を歴任。大和銀ホールディングス社長やりそなホールディングス初代社長も歴任した。大和銀行時代には都市銀行として下位であった同行の生き残りのため、スーパーリージョナルバンク構想を打ち出し親密地銀、財務内容の悪化した地銀、破綻地銀を引き受け規模の拡大を図った。また、政界、官僚とのパイプも他都銀頭取に比べ太く、同構想を進展させる上での利点となった。
2003年のりそな銀行の発足と同時に同行の頭取に就任するも、直後にりそな銀行が公的資金の注入を申請したことに伴いりそな銀行頭取、りそなホールディングス社長を辞任することになる。辞任後は大阪経済大学経営情報学部教授になり、同大学で金融機関論、コーポレートガバナンスなどを教え、2008年には同大学の理事長に就任。そのほか船井電機・社外取締役、大塚製薬・監査役なども務めた。

## 略歴
- 1960年（昭和35年） 東京都立小山台高等学校卒業
- 1965年（昭和40年） 早稲田大学第一法学部卒業[2]
- 1965年（昭和40年） 大和銀行入行
- 1991年（平成3年） 大和銀行・取締役
- 2001年（平成13年） 大和銀行・頭取、大阪銀行協会・会長、全国銀行協会・副会長
- 2001年（平成13年） 大和銀ホールディングス・社長
- 2002年（平成14年） りそなホールディングス・社長
- 2003年（平成15年） りそな銀行・頭取
- 2005年（平成17年） 船井電機・社外取締役
- 2005年（平成17年） 大阪経済大学経営情報学部教授
- 2006年（平成18年） 大塚製薬監査役
- 2008年（平成20年） 学校法人大阪経済大学 理事長